# Amazon Kindle

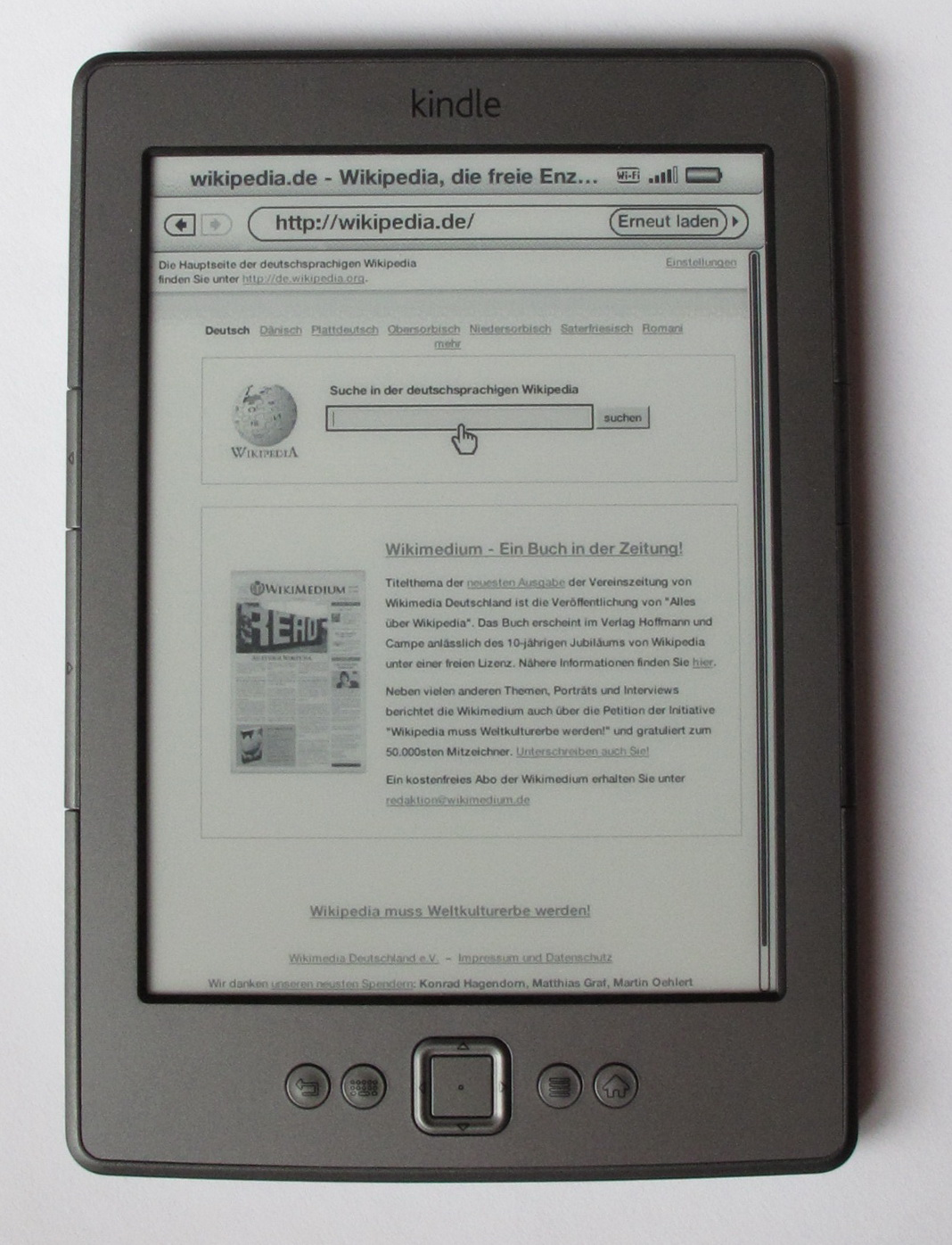
Amazon Kindle 4

De Amazon Kindle (spreek uit 'kindel', letterlijk 'aansteken', 'laten gloeien'), gelanceerd in november 2007, is een e-reader die digitale boeken kan weergeven op elektronisch papier door middel van digitale inkt. In tegenstelling tot een lcd- of CRT-scherm verbruikt het enkel energie om de tekst op het scherm te brengen, en niets meer tijdens het lezen.

## Mogelijkheden
De kindle kan bestanden in diverse formats lezen, waaronder platte tekst, en het eigendomsmatige ('non-free') format .AZW. Ook PDF kan worden gelezen. Andere formaten, bijvoorbeeld van andere e-boekuitgevers zoals Sony, of het door Google en boekverkoper bol.com gebruikte vrije/open ePub-formaat zijn er niet direct mee te lezen. Wel is het mogelijk via software op de pc de bestanden om te zetten voor de kindle. Met deze converteersoftware, Calibre genaamd, kunnen (rechtenvrije) ePubs worden geconverteerd naar het .MOBI formaat wat de Kindle kan lezen. Bestanden (boeken, magazines, kranten) kunnen via het gratis Amazon Whispernet worden gedownload, waarmee inhoud kan worden binnengehaald zonder dat een computer nodig is.
Het is ook mogelijk deze bestanden op de pc te lezen via gratis software van Amazon. Wel zijn door problemen met auteursrecht sommige boektitels die in Amerika gekocht kunnen worden niet leverbaar in Europese landen. Ook is het niet mogelijk de tekst te printen.

## Titels
Het aanbod aan titels op de lanceerdatum bedroeg 88.000 titels, in juli 2009 waren het er bijna 350.000. Anno 2012 zijn er via Amazon meer dan 800.000 boeken onder de 10 dollar verkrijgbaar. Op de lanceerdatum was de kindle uitverkocht in 5½ uur. Dat Oprah Winfrey het apparaat enthousiast in haar show besprak heeft daarbij zeker geholpen.

## Soorten
Er zijn in 2012 meerdere kindles verkrijgbaar, de kindle 4, kindle touch (met aanraakscherm), kindle keyboard (met toetsenbord), kindle DX (met groter scherm) en de kindle Fire (eigenlijk een goedkope tablet-pc). De standaard en de touch zijn te krijgen met "special offers" waarbij de screensaver van de kindle reclame laat zien. Dit scheelt 30 tot 40 dollar in de aanschafprijs van de kindle. Verder is het mogelijk een 3G-versie te kopen, waarbij boeken via 3G geleverd worden. Dit heeft voordelen als er geen wifi beschikbaar is. In Nederland kost dit een klein bedrag per boek, zonder aansluitkosten.

## Cloud Reader
De Kindle Cloud Reader is een webapplicatie waarmee boeken in kindle-formaat online kunnen worden gelezen, zonder dat de Kindle-app of een fysieke Kindle e-reader nodig is.